# Сильвестр (Ольшевський)
Архієпископ Сильвестр (світське ім'я Устим Львович Ольшевський; нар. 31 травня 1860, Косівка Сквирського повіту Київської губернії — пом. 20 березня 1920, Омськ) — діяч РПЦ, архієпископ Омський і Павлодарський, духовний письменник. 

## Біографія
29 січня 1919 року привів до присяги адмірала Олександра Колчака як Верховного правителя Росії. Зазнав арешту й знущань від більшовиків. Помер внаслідок скоротечного раку шлунку. Прославлений у лику святих новомучеників і сповідників російських (2000; пам'ять 25 лютого ст. ст.).